# 德魯熱柳比夫卡 (羅茲迪利納區)
47°16′18″N 29°54′58″E / 47.27167°N 29.91611°E
德魯熱柳比夫卡（羅馬化：Druzheliubivka）是位於烏克蘭西南部敖德萨州羅茲迪利納區的扎季什希亞市鎮的村莊。該村始建於1865年，面積0.82平方公里，海拔高度104米，2001年人口61，人口密度每平方公里74.39人。